# Pseudamycus amabilis
Pseudamycus amabilis är en spindelart som beskrevs av George William Peckham och Elizabeth Maria Gifford Peckham 1907. Pseudamycus amabilis ingår i släktet Pseudamycus och familjen hoppspindlar. Inga underarter finns listade i Catalogue of Life.